# Broken Wings (Mr. Mister)
Broken Wings is een power ballad van de Amerikaanse band Mr. Mister. Het is de eerste single van hun tweede studioalbum Welcome to the Real World uit november 1985. Op 6 juni dat jaar werd het nummer als eerste in de VS en Canada op single uitgebracht, in juli in het Verenigd Koninkrijk en Ierland en in december op het Europese vasteland, in Oceanië, Japan en Zuid-Afrika. In 1993 werd het nummer op cd-single uitgebracht.

## Achtergrond
"Broken Wings" werd wereldwijd een grote hit, en was in thuisland de Verenigde Staten goed voor een nummer 1-positie in de Billboard Hot 100. Ook in Canada werd de hoogste positie bereikt en in het Verenigd Koninkrijk de 4e positie in de UK Singles Chart. In Ierland werd de 3e positie bereikt, Australië de 4e, Nieuw-Zeeland de 13e, Duitsland de 8e, Oostenrijk de 17e, Zwitserland de 4e, Zweden de 14e en in Zuid-Afrika de 20e.
In Nederland was de plaat op zondag 1 december 1985 (dag invoering nieuw radioschema, herindeling publieke zenders en naamswijziging) de 100e KRO Speciale Aanbieding op vanaf dan Radio 3 en werd een grote hit in de destijds twee landelijke hitlijsten op de nationale publieke popzender. De plaat bereikte in zowel de Nederlandse Top 40 als de Nationale Hitparade (vanaf 5 december 1985 uitgezonden door de TROS) de 2e positie. In de Europese hitlijst op Radio 3, de TROS Europarade, werd de 4e positie bereikt.
In België behaalde de plaat de 2e positie in de voorloper van de Vlaamse Ultratop 50 en de 5e positie in de Vlaamse Radio 2 Top 30. In Wallonië werd géén notering behaald.
Sinds de allereerste editie in december 1999 staat de plaat onafgebroken genoteerd in de jaarlijkse NPO Radio 2 Top 2000 van de Nederlandse publieke radiozender NPO Radio 2, met als hoogste notering tot nu toe de 329e positie in 1999.

## Tekst
De liedtekst is geschreven door leadzanger Richard Page, toetsenist Steve George en John Lang. Deze is geïnspireerd op het boek The Broken Wings (1912), geschreven door Kahlil Gibran. Het boek gaat over twee mensen die heimelijk verliefd op elkaar zijn en elkaar stiekem ontmoeten. Als ze betrapt worden heeft het grote gevolgen waar ze (gebroken) mee moeten leren leven.
De liedtekst bevat de zin Take these broken wings and learn to fly die ook in het nummer Blackbird van The Beatles te vinden is. Dit is waarschijnlijk toeval.

## Muziek
Broken Wings is een rustig poprocknummer. Het openingsgeluid is gemaakt door de slag op een crashbekken van een drumstel achteruit af te draaien. De muziek is een combinatie van synthesizer gecombineerd met digitaal vertraagde gitaar, basgitaar en drum.

## Videoclip
De videoclip werd geregisseerd door Oley Sassone en werd geschoten in zwart-wit. In de clip is de zanger, Richard Page, achter het stuur van een Ford Thunderbird (model tweede generatie) te zien, rijdend door de woestijn. Hij lijkt zoekende en komt tot zichzelf in de kerk van een missie. Tijdens het rijden gooit hij zijn kaart weg en aan het eind van de clip loopt hij bij de auto vandaan waarvan de motorkap geopend is.
Meerdere malen komt er een woestijnbuizerd langs waarmee de zanger een blik van verstandhouding lijkt uit te wisselen. Tussendoor is de rest van de band te zien en worden beelden getoond van een anoniem paar dat de tango danst.
De binnenscenes zijn opgenomen in de Mission San Fernando Rey de España. De scenes met de auto zijn in de buurt van Los Angeles International Airport en langs de Pacific Coast Highway in de buurt van Palos Verdes Estates. In Nederland werd de videoclip destijds op televisie uitgezonden door de  popprogramma's AVRO's Toppop, Countdown van Veronica en Popformule van de TROS.

## NPO Radio 2 Top 2000
| Nummer met noteringen in de NPO Radio 2 Top 2000 | '99 | '00 | '01 | '02 | '03 | '04 | '05 | '06 | '07  | '08 | '09  | '10  | '11  | '12  | '13  | '14  | '15  | '16  | '17  | '18  | '19  | '20  | '21  | '22  | '23  | '24  |
| ------------------------------------------------ | --- | --- | --- | --- | --- | --- | --- | --- | ---- | --- | ---- | ---- | ---- | ---- | ---- | ---- | ---- | ---- | ---- | ---- | ---- | ---- | ---- | ---- | ---- | ---- |
| Broken Wings                                     | 329 | 347 | 443 | 553 | 597 | 845 | 973 | 975 | 1504 | 913 | 1267 | 1241 | 1485 | 1312 | 1134 | 1173 | 1415 | 1418 | 1258 | 1114 | 1218 | 1230 | 1207 | 1279 | 1327 | 1404 |

1. ↑  Een vetgedrukt getal geeft de hoogste notering aan.